# Sara Troost
Sara Troost, o Sara Ploos van Amstel (Amsterdam, 31 de gener de 1732 -Amsterdam, 17 d'octubre de 1803) fou una pintora i dibuixant neerlandesa del segle xviii.

## Biografia
Segons el Rijksbureau voor Kunsthistorische Documentatie, va ser filla del pintor Cornelis Troost i professor de la seva cosina Christina Chalon. Va contreure matrimoni amb l'impressor Jacob Ploos van Amstel, i la seva germana Elisabeth es va casar amb el germà del seu marit el pintor Cornelis Ploos vas Amstel. És coneguda per les seves còpies en aquarel·la dels artistes del segle xvii.

## Galeria

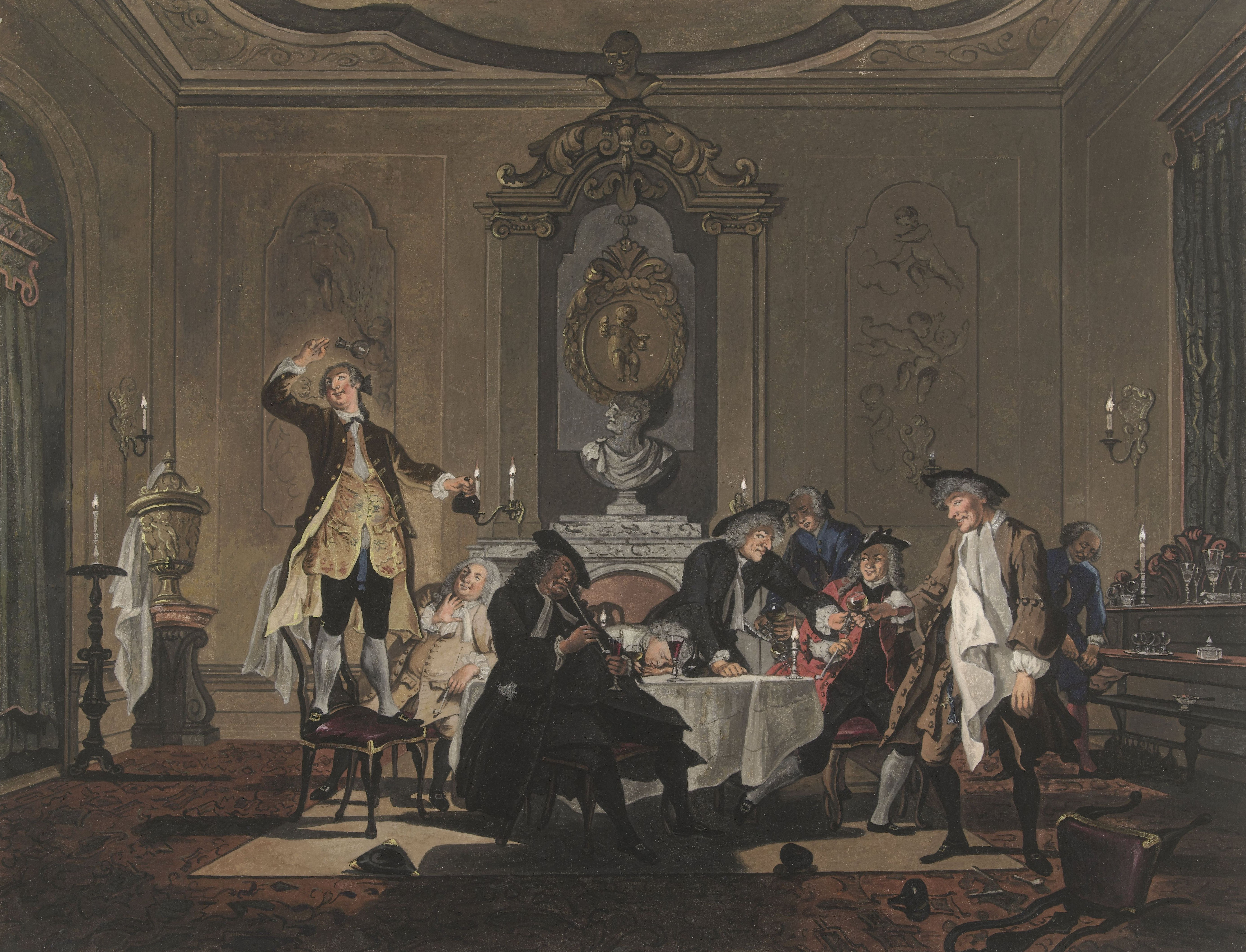
Casa sorollosa (1769), còpia d'una obra de Cornelis Troost
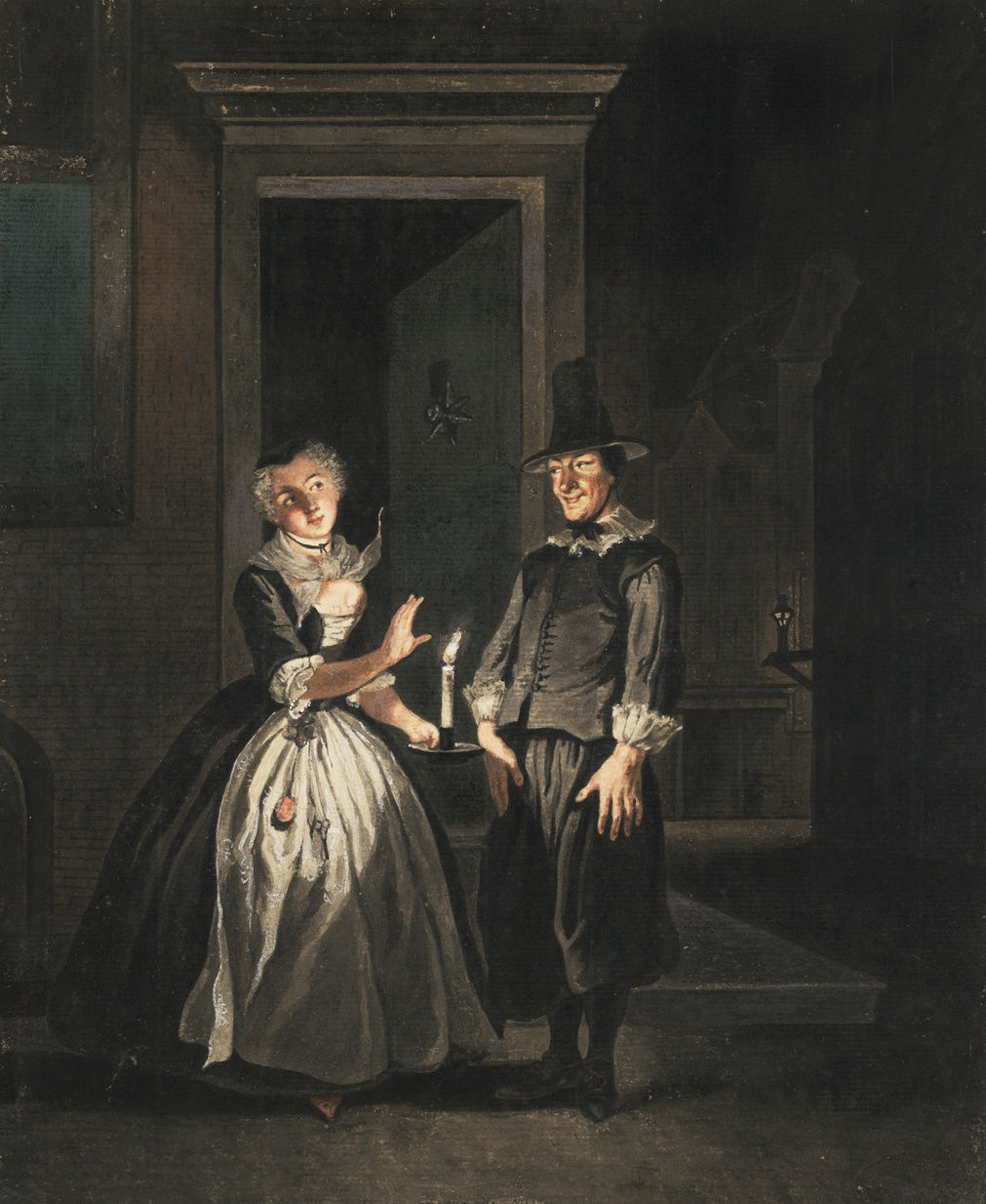
Declaració d'amor copia d'una obra de Reinier Andriaansz aan Saartje Jans (1803)
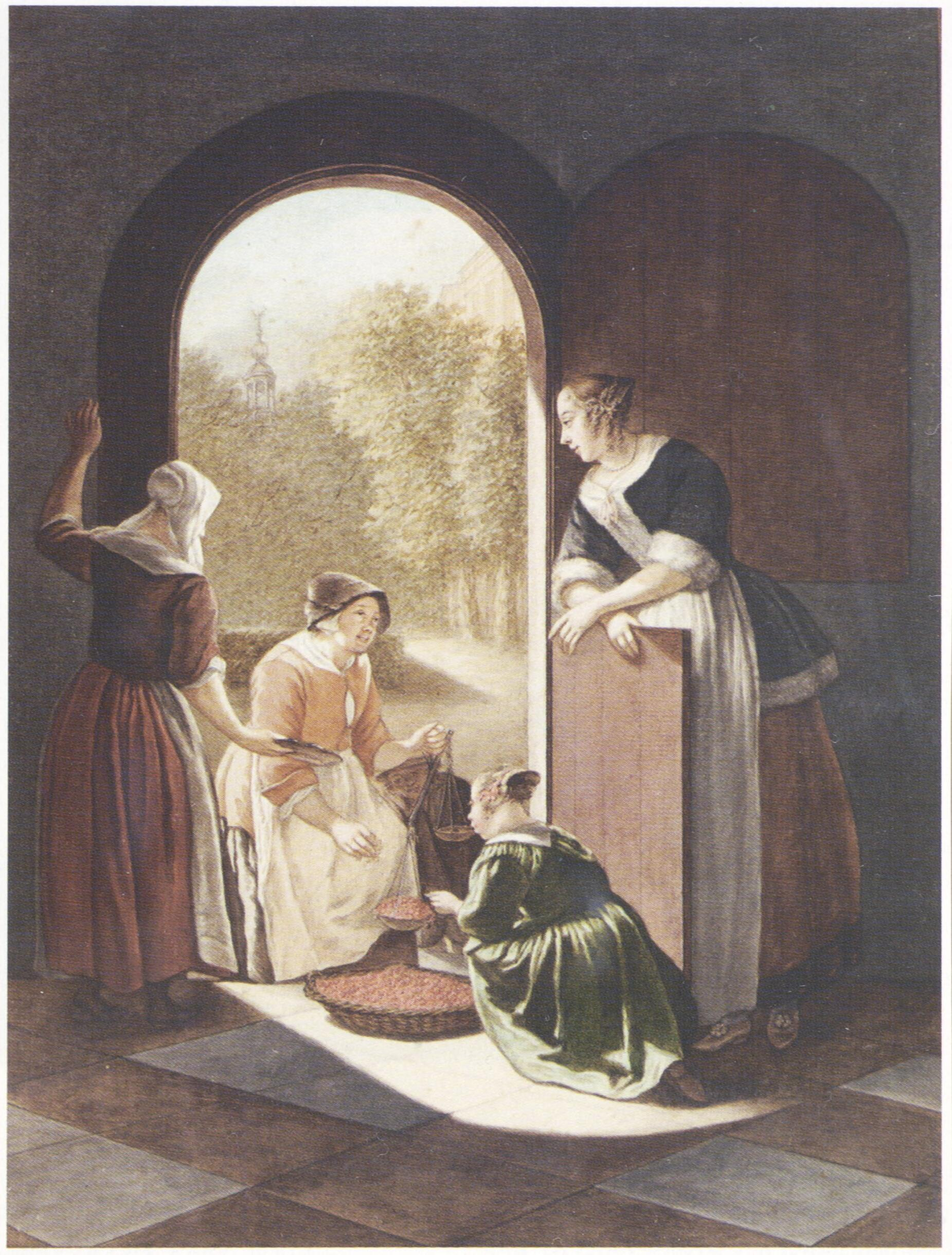
La venedora de cireres, copia en aquarel·la d'una obra de Jacob Ochtervelt, 1787

## Obres en institucions
- Atles Van Stolk
- Museu d'Amsterdam
- Rijksmuseum
- Museu Teyler